# 純情物語
『純情物語』（じゅんじょうものがたり）は、近藤真彦19作目のシングル。1986年2月26日発売。発売元はCBS・ソニー。

## 概要
近藤のロゴマークMK入りの特製ペーパースリーブ仕様。
1989年3月21日CBSソニー創立20周年「Platinum Single SERIES」の一枚としてカップリングを『大将』に差し替えた8cmCDが発売。

## 収録曲
1. 純情物語
作詞：売野雅勇／作曲：都志見隆／編曲：松下誠
2. パラダイス抱きしめて
作詞：売野雅勇／作曲：長沢ヒロ／編曲：松下誠